# Новиий Ізвор
Но́виий Ізвор (болг. Нови извор) — село в Пловдивській області Болгарії. Входить до складу общини Асеновград.

## Населення
За даними перепису населення 2011 року у селі проживали 324 особи.
Національний склад населення села:
| Національність   | Кількість осіб | Відсоток |
| ---------------- | -------------- | -------- |
| турки            | 172            | 53,9%    |
| болгари          | 139            | 43,6%    |
| цигани           | 8              | 2,5%     |
| інша             | 0              | 0%       |
| не визначились   | 0              | 0%       |
| Всього відповіли | 319            |          |

Розподіл населення за віком у 2011 році:
Динаміка населення: